# NGC 5193
NGC 5193 (другие обозначения — ESO 383-15, MCG -5-32-37, AM 1328-325, PGC 47582) — эллиптическая галактика (E) в созвездии Центавр.
Этот объект входит в число перечисленных в оригинальной редакции «Нового общего каталога».